# Guilielmia monticola
Guilielmia monticola (лат.) — вид жуков-листоедов (Chrysomelidae), единственный в составе рода Guilielmia из трибы земляные блошки (Alticini, Galerucinae). Африка (Руанда, Уганда), на высоте 3100 м. Мелкие жуки (около 3 мм) тёмно-коричневого цвета. Обладают прыгательными задними ногами с утолщёнными бёдрами. Усики 11-члениковые (3-й сегмент короче первого). Надкрылья с нерегулярной пунктировкой. Задние голени с одной апикальной шпорой. Питаются растениями.